# Julie Wood (bande dessinée)
Julie Wood (du nom de son héroïne) est une série de bande dessinée créée par Jean Graton. Elle fait son apparition en 1976 dans sa propre série éditée chez Dargaud. Les 3 dernières aventures, dont les albums ont été édités chez EDI-3 et Fleurus, ont été pré publiées dans le périodique de bande dessinée Super As sur l'année 1979.

## Synopsis
Julie Wood est âgée de seize ans lors de son apparition. Orpheline, elle est élevée par son oncle Chris, un fermier de Californie. Julie a deux frères, Phil et Indy (ainsi surnommé à cause de son rêve de gagner un jour les 500 miles d'Indianapolis). La jeune américaine ne vit que pour la moto, et sa volonté de fer va lui permettre de connaître un début de carrière dans le sport motocycliste aussi brillant que le fut jadis celui de Michel Vaillant dans le sport auto. Julie Wood a un autre point commun avec le pilote français, sa polyvalence. Elle brille aussi bien en vitesse qu'en endurance, en moto-cross qu'en rallye-raid...
Deux ans après l'arrêt de sa propre série, en 1980, Julie Wood rejoint l'univers de Michel Vaillant dans l'album Paris-Dakar : elle y tombe amoureuse du coéquipier de Michel, Steve Warson. Mise au premier plan par l'album Steve et Julie, tome 44 de la série Michel Vaillant, la love-story du couple américain connaîtra de nombreux et dramatiques développements par la suite. Julie sera même le véritable personnage principal du tome 57, La piste de jade, dont elle « truste » la couverture.

## Albums

### Les exploits de Julie Wood
1. Une fille nommée Julie Wood, Dargaud, avril 1976
2. Défends-toi Julie, Dargaud, octobre 1976
3. 500 fous au départ, Dargaud, janvier 1977
4. Pas de cadeau pour Julie, Dargaud, janvier 1978
5. Le motard maudit, Dargaud, janvier 1979
6. Un ours, un singe...et un side-car, Fleurus, octobre 1979
7. Ouragan sur Daytona, Fleurus, avril 1980
8. Bol d'or (Julie Wood)|Bol d'or, Fleurus, juillet 1980

### Intégrales
1. Julie Wood, l'intégrale, tome 1, Dupuis, juillet 2015
2. Julie Wood, l'intégrale, tome 2, Dupuis, janvier 2017
3. Julie Wood, l'intégrale, tome 3, Dupuis, janvier 2019

### Saison 2
1. Mortel Rodéo, Graton, février 2025

### Publicité
- Julie Wood au Paul Ricard, circuit Paul-Ricard, janvier 1980, 8 pages

## Cinéma
Le personnage apparaît dans le film Michel Vaillant, interprété par Diane Kruger. Elle y est la compagne de David Dougherty qui meurt au cours d'un rallye. Elle participe aux 24 Heures du Mans sur Vaillante, en remplacement de son mari.